# Asterophilia culcitae
Asterophilia culcitae är en ringmaskart som beskrevs av Britayev och Fauchald 2005. Asterophilia culcitae ingår i släktet Asterophilia och familjen Polynoidae. Inga underarter finns listade i Catalogue of Life.